# Спринг Лејк (Њу Џерзи)
Спринг Лејк (енгл. Spring Lake) град је у америчкој савезној држави Њу Џерзи.

## Демографија
По попису из 2010. године број становника је 2.993, што је 574 (-16,1%) становника мање него 2000. године.
| Група             | 2000.         | 2010.         |
| Белци             | 3.502 (98,2%) | 2.875 (96,1%) |
| Афроамериканци    | 12 (0,3%)     | 8 (0,3%)      |
| Азијати           | 10 (0,3%)     | 30 (1,0%)     |
| Хиспаноамериканци | 26 (0,7%)     | 57 (1,9%)     |
| Укупно            | 3.567         | 2.993         |